# Филандия
Филандия (исп. Filandia) — это город и муниципалитет в северной части департамента Киндио, Колумбия.

## География
Филандия — самый северный город департамента Киндио. Город расположен на западном склоне Центральной Кордильеры Колумбийских Анд, в бассейне Альто-Каука и в суббассейне реки Рио-ла-Вьеха. Основной городской район расположен на высоте 1923 метра над уровнем моря, а диапазон высот муниципалитета составляет от 1300 до 2200 метров над уровнем моря.
Общая территория муниципалитета простирается от подножия Анд до равнин северного департамента Валье-дель-Каука. Город граничит с департаментом Рисаральда на севере, департаментом Валье-дель-Каука на западе, городом Саленто на востоке, городом Черкесия на юге и городом Кимбайя на юго-западе.

## Климат
Благодаря своему географическому положению, в Филандии высокогорный тропический климат, характеризующийся двумя основными климатическими показателями: «фри-хумедо» (холодно-влажный) и «темпладо-хумедо» (тепло-влажный). Среднегодовая температура составляет 18 ° C, а осадки в виде дождя носят эпизодический характер. Однако из-за климатических явлений, известных как Эль-Ниньо и Ла-Нинья, иногда выпадают осадки в виде града, последний раз в 1996 году, когда около 15 см града выпало на большую часть северного Киндио.

## История
Город, в настоящее время известный как «La Colina Iluminada de los Andes» («Освещенный холм Анд»), является вторым старейшим муниципалитетом в департаменте. В доколумбовые времена территория, на которой расположена современная Филандия, была занята коренными народами племени кимбайя, которые не только занимались сельским хозяйством, но и были известны своими металлоконструкциями, особенно в золоте и тамбаге, сплаве золота и меди. Имя Филандия происходит от «Филиа» (дочь), «Андиа» (Анды); Филандия, дочь Анд.
Фелипе Мелендес, Элисео Буитраго и другие 20 августа 1878 года основали Филандию как поселение колумбийцев.
В первые годы 20-го века Филандия была процветающим сообществом — торговля и промышленность выросли до такой степени, что к 1900 году в Филандии насчитывалось 250 000 кустов кофе. В ответ на увеличение производства кофе было создано много перерабатывающих заводов, и родилась культура кофе, теперь синонимичная городу.
Однако к 1930 году Филандия пришла в упадок. Дорога, которую использовали первые поселенцы для заселения города, утратила свое значение из-за строительства автомагистрали на востоке, соединяющей столицу Рисаральда и столицу Киндио, изолирующей город и обеспечивающей более прямой альтернативный маршрут для товаров и услуг, которые ранее были обязаны пройти через Филандию.